# Rudolf Wagner (Heimatforscher)
Rudolf Wagner (* 21. Dezember 1937 in Aichach; † 4. März 2012) war ein deutscher Lehrer, Heimatforscher und Archivpfleger.

## Werdegang
Wagner legte am Gymnasium St. Stephan in Augsburg das Abitur ab und studierte an der Pädagogischen Hochschule Augsburg auf Lehramt. Nach Abschluss wurde er nach Kleinostheim in Unterfranken versetzt, wo er seine spätere Ehefrau kennenlernte. Ab 1963 unterrichtete er wieder in Schwaben an den Volksschulen in Schiltberg, Großhausen, Kühbach und Aichach. Von 1986 an war er Konrektor der Geschwister-Scholl-Hauptschule in Aichach. Aus gesundheitlichen Gründen ging er 1999 in Frühpension.
Von 1970 bis zu seinem Tod war er ehrenamtlicher Kreisarchivpfleger des schwäbischen Landkreises Aichach-Friedberg. Er betreute 74 Archive von Gemeinden und Schulen und kümmerte sich um deren Erfassung und Erschließung. Für den Aichacher Heimatverein rief er 1992 den Geschichtsstammtisch ins Leben. Als Redakteur schrieb er regelmäßig für das Aichacher Heimatblatt und das Jahrbuch Altbayern in Schwaben.
Seine umfangreiche Handbibliothek mit 850 Büchern überließ die Witwe Erika Wagner dem Landkreis, der sie in den Bestand der Kreis- und Heimatbücherei Aichach übernahm.

## Ehrungen
- Verdienstkreuz am Bande der Bundesrepublik Deutschland
- Verdienstmedaille in Silber des Landkreises Aichach-Friedberg
- Kommunale Dankurkunde